# Antipatros
För andra betydelser, se Antipatros (olika betydelser).

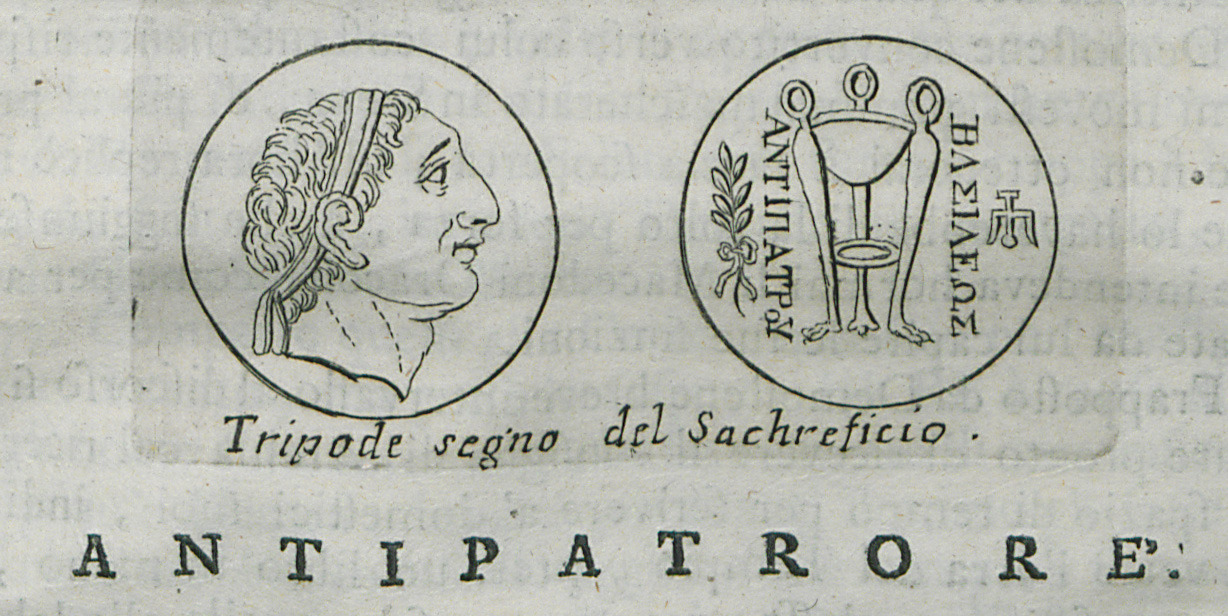

Antipatros (grekiska Αντίπατρος, latin Antipater), född cirka 397 f.Kr., död 319 f.Kr., var en makedonisk fältherre, en av Filip II:s och Alexander den stores skickligaste.
Då Alexander tågade mot Asien år 334 f.Kr. fick Antipatros i uppdrag att föra regeringen i Makedonien samt övervaka ordningen i de europeiska lydländerna. Han kuvade ett uppror som utbröt i Thrakien, och vid Megalopolis slog han år 330 f.Kr. lakedaimonierna, som revolterade mot det makedoniska väldet.
Efter hand inträdde dock en förstämning i förhållandet mellan konungen och Antipatros, vartill Alexanders moder Olympias bidrog väsentligt. Därför kallades Antipatros över till Asien. Men då Alexander kort därefter avled (323), stannade Antipatros kvar i Europa och slog vid Lamia de förenade grekerna, som vid underrättelsen om konungens död pånytt tagit till vapen. Efter Perdikkas död (321) övertog Antipatros ställningen såsom riksföreståndare, men avled kort därpå, 319. Med förbigående av sin egen son Kassandros satte han till sin efterträdare en av Alexanders gamla fältherrar, Polysperchon.